# 狭山池公園 (東京都)
狭山池公園（さやまいけこうえん）は、東京都西多摩郡瑞穂町にある都市計画緑地である。親水公園として親しまれている。

## 概要
1986年（昭和61年）4月開園。
2012年（平成24年）3月29日に策定された「水・緑と観光を繋ぐ回廊計画」によって整備された「みずほきらめき回廊」の一つである。瑞穂町のみずほ10景に選ばれており。多摩川50景にも選ばれたことがある。
当公園は桜の名所でもあり、毎年4月上旬〜中旬には桜が見頃となる。桜の木は50本あり、種類としては染井吉野、10月桜（3本）がある。

## 狭山池
狭山池（さやまいけ）は、当公園内にある池である。1807年（文化4年）に当池の大規模な池さらいが行われたとの記録があり、水位が下がったことにより現在の規模になったとされている。当池は残堀川の源流となっており、当池と残堀川には「蛇喰次右衛門の伝説」が残されている。当池の中には厳島神社がある。
以下の3つの池がある。
- あめんぼうの池 - 噴水、小島があり、カワセミ、カルガモなどが観察できる。
- 筥（はこ）の池 - 州浜、藤棚、歌碑などが設置されている。
- ふなっこの池 - 釣り池であり、小魚、アメリカザリガニなどが釣れる。

狭山池全体が筥の池と呼ばれることがある。これは、池の東側から南東側には高さ2〜4メートルある箱根ヶ崎断層の断層崖が続き、南側から西側にかけては円福寺川が延びていたことから、箱の底のようなところに池があったからである。

## 周辺
北西に500メートルほどの場所には丸池がある。東側には狭山池緑地がある。
- 狭山神社
- 野山北・六道山公園
- 福生消防署瑞穂出張所
- セブン-イレブン 瑞穂箱根ヶ崎西平店
- ローソン 瑞穂箱根ヶ崎駅東口店
- オリンピック 瑞穂店
- JAにしたま ふれっしゅはうす
- 東京都道5号新宿青梅線（青梅街道）
- 東京都道166号瑞穂あきる野八王子線（東京環状）

## 交通アクセス
自動車
- E20 中央自動車道 八王子ICより昭島方面
- C4 首都圏中央連絡自動車道 青梅ICより国道16号方面、入間ICより八王子方面

鉄道
- JR 八高線 箱根ケ崎駅より徒歩で約15分

バス
- 都営バス（青梅〜花小金井駅）箱根ヶ崎三丁目バス停・箱根ヶ崎バス停
- 西武バス（入間市駅〜箱根ヶ崎駅）箱根ヶ崎バス停・大橋場バス停・病院前バス停
- 立川バス（立川駅〜箱根ヶ崎駅東口・岩蔵街道入口）箱根ヶ崎バス停・岩蔵街道入口バス停
- 瑞穂町コミュニティバス（元狭山コース・元狭山長岡コース）病院前バス停

タクシー
- 京王タクシー（福生営業所）
- 西武ハイヤー（入間配車センター）